# さくら道 (曲)
「さくら道」（さくらみち）は、Aqua Timezの4作目の配信限定シングル。2015年4月8日に配信した。

## 概要
前作「手紙返信」以来、1年ぶりの配信限定シングル。日本テレビ系『PON!』4月度エンディングテーマ。
2015年8月に結成10周年を迎えるAqua Timezは、同年4月、5月、6月の3か月連続で配信限定シングルをリリースを決定した。本作はその連続リリース第一弾であった。同年8月に発売されたアルバム『10th Anniversary Best RED』に収録された。

## 収録曲
1. さくら道 [5:48]　
日本テレビ系『PON!』4月度エンディングテーマ